# Wang Hong
Wang Hong (en chino: 王紅; 22 de mayo de 1965) es una deportista china que compitió en tiro con arco, en la modalidad de arco recurvo. Participó en los Juegos Olímpicos de Barcelona 1992, obteniendo una medalla de plata en la prueba por equipo (junto con Ma Xiangjun, y Wang Xiaozhu).

## Palmarés internacional
| Juegos Olímpicos | Juegos Olímpicos   | Juegos Olímpicos | Juegos Olímpicos |
| Año              | Lugar              | Medalla          | Prueba           |
| ---------------- | ------------------ | ---------------- | ---------------- |
| 1992             | Barcelona (España) | Medalla de plata | Equipo           |